# 温病条辨
《溫病條辨》是清代吳鞠通著的一本中医书籍，成書於1798年。

## 歷史沿革
吳鞠通是清代乾隆、嘉慶時期的名醫，師承葉天士的學說，仿《傷寒論》編立條文，以“三焦辨證”為經、以“衛氣營血”為緯，論述溫病的辨證論治。

## 外部連結
- 溫病條辨 （页面存档备份，存于） 中藥方劑圖像數據庫 (香港浸會大學中醫藥學院) （中文）（英文）